# 多裂蒲公英
多裂蒲公英（学名：Taraxacum dissectum）是菊科蒲公英属的植物。分布于俄罗斯以及中国大陆的新疆等地，生长于海拔3,600米的地区，常生于高山湿草甸，目前尚未由人工引种栽培。